# سافانا ستاين
سافانا ستاين (بالإنجليزية: Savannah Steyn؛ مواليد 1996) هي مُمثلة بريطانية.

## وصلات خارجية
- سافانا ستاين على موقع IMDb (الإنجليزية)
- سافانا ستاين على موقع قاعدة بيانات الفيلم (الإنجليزية)